# Hawaiian Open 1979
L'Hawaiian Open 1979 è stato un torneo di tennis giocato sul cemento. È stata la 6ª edizione del Hawaiian Open, che fa parte del Colgate-Palmolive Grand Prix 1979. Si è giocato a Maui negli Stati Uniti, dall'1 al 7 ottobre 1979.

## Campioni

### Singolare
Bill Scanlon ha battuto in finale  Peter Fleming con il punteggio di 6–1, 6–1

### Doppio
John Lloyd /  Nick Saviano hanno battuto in finale  Rod Frawley /  Francisco González con il punteggio di 7–5, 6–4